# Guillermo Céspedes del Castillo
Guillermo Céspedes del Castillo. (Teruel, 1 de agosto de 1920 - Madri, 15 de outubro de 2006), foi um historiador americanista espanhol. É considerado a maior autoridade em instituições políticas, sociedade e economia dos Vice-Reinos do antigo Império Espanhol nas Américas. Seus trabalhos acadêmicos na área de História começaram em 1990. 

## Trajetória acadêmica
Realizou seus estudos universitários de História na Universidade de Sevilla, graduando-se em 1944. Em 1945 se diploma em Estudos Americanos, e em 1946 conclui doutorado Universidade de Madrid. Fundou com outros investigadores a Escuela de Estudios Hispano-Americanos de Sevilla. Em 1948, foi professor adjunto na Universidad de Sevilla e catedrático em 1947.
Concentrou suas investigações no Archivo General de Indias, e, a partir de 1951 (quando o regime franquista começava a sair do isolamento internacional) também em arquivos estrangeiros, viajando a Iberoamérica e em 1959, aos Estados Unidos, onde foi convidado do Centro de Estudios Avanzados de la Brookings Institution (1962). Professor visitante na State University of New York at Stony Brook (1965-1967) e depois da Universidade da Califórnia, em San Diego, da qual foi professor emérito até seu falecimento. Regressou a Espanha em 1975 como catedrático de Historia de los descubrimientos geográficos na Universidad Complutense. Publicou a Antología de 
Textos y documentos de la América Hispánica.

## Outras obras
- La avería en el comercio de Indias (1945)
- Lima y Buenos Aires. Repercusiones económicas y políticas de la creación del virreinato del Plata (1946)
- Reorganización de la Hacienda virreinal peruana en el siglo XVIII (1953)
- Tomo III de la Historia social y económica de España y América (Jaime Vicens Vives, dir. Barcelona, 1957), capítulos sobre Las Indias en los siglos XVI y XVII
- América Hispánica (1492-1898), publicado en 1983
- La exploración del Atlántico (1991)
- Historia de la América virreinal